# Agoda
Agoda.com je online rezervační platforma nabízející ubytování v hotelech po celém světě, především v Asii. Její sídlo se nachází v Singapuru, jednotlivá oddělení jsou dislokována také v Bangkoku, Kuala Lumpur, Tokiu, Sydney, Hongkongu, Londýně, New Yorku a Budapešti, menší pobočky pak po celém světě v Asii, Africe, na Blízkém východě a v Severní a Jižní Americe.

## Historie
Společnost byla založena na konci 90. let ve městě Phuket v Thajsku pod jménem PlanetHoliday.com a s myšlenkou proniknout do tehdy rychle se rozvíjejícího prostředí internetových vyhledávačů a nabídnout zákazníkům informace o ubytování a cestování v exotických zemích. V roce 2003 se k firmě jako partner přidala společnost PrecisionReservations.com a v roce 2005 se obě společnosti spojily pod značkou Agoda Company Pte. Ltd, registrovanou v Singapuru.

## Akvizice
V listopadu 2007 byla společnost převzata skupinou Priceline.com (Nasdaq:PCLN) a stala se tak třetí mezinárodní akvizicí tohoto největšího na světě prodejce ubytování online. Podle informací z konce roku 2015, společnost nabízí přístup k více než 775 000 hotelům a ubytovacím zařízením, má po celém světě více než 2 000 zaměstnanců z 20 zemí. Jejich webová stránka je k dispozici v 38 jazycích například čínštině (tradiční i jednoduché) angličtině, francouzštině, němčině, španělštině, japonštině, ruštině, korejštině, thajštině i češtině.

## Činnost
Agoda.com zaručuje nejnižší cenu ubytování a pokud zákazník prokáže, že je schopen rezervovat stejný pokoj za nižší cenu vyrovná nebo překoná takovou nabídku. Na webové stránce Agoda se nachází i několik milionů původních hodnocení zákazníku, která umožňují vybrat si nejlepší ubytovací zařízení. Telefonická nebo emailová zákaznická podpora je k dispozici nonstop po celý rok v 17 jazycích.
Agoda.com má k dispozici také mobilní aplikace pro platformy iOS a Android, které zajišťují plnou funkčnost webové stránky.

## Ocenění
Agoda.com vyhrála kategorii “Best Accommodation Site” v soutěži Travelmole Web Awards Asia v letech 2008 a 2012.

## Členství v organizacích
Agoda.com je členem PATA (Pacific Asia Travel Association) již od roku 2006.